# Ластин репак
Ластин репак (лат. Papilio machaon) врста је лептира из породице једрилаца.

## Опис инсекта
Попут многих својих сродника, има карактеристичне продужетке на задњим крилима, по чему је читава породица иначе и добила назив. Задња крила су одмакнута од тела. Тело одрасле јединке је дуго око 35 mm, а распон крила је од 80 до 90 mm. Изванредан је и брз летач. Предња крила су му жута са више пега и црним широким рубом у коме је осам полумесечастих жутих тачака. Ово је један од најкрупнијих лептира, како код нас тако и у Европи.

## Циклус развића
Женка полаже јаја на дивљу мркву, першун, паштрнак и друге биљке из којих се легу гусенице које у првом ларвеном ступњу вретенасте, црне главене капсуле и сивог интегумента. Скривају се на гранчицама биљке хранитељке. Наредни ступањ одликује тамно смеђи интегумент, наранџаста латерална линија, а видљиве су и наранџасте основе сколуса са минутним сетама. Већ у овом ступњу торакални сегменти изгледају крупније од абдоминалних. У нивоу првог и другог пара лажних ножица налази се бела мрља на дорзуму. Након ове фазе, следи добијање финалног апосематског обојења. Зреле гусенице су светло зеленог интегумента, а он је прошаран црним и наранџастим маркацијама. Главена капсула је маркирана на исти начин и заштићена благо отеченим торакалним сегментима, и заузима погнут положај. У пределу првог торакалног сегмента налази се и ретрактибилни, наранџасти осметеријум: жлездана, виљушкаста творевина из које се ослобађа течност за одбрану. Гусенице активира осметеријум на спољашњи стимулус и када је угрожена. Дуга је око 50 -{mm}-. Гусеница је полифагна, а хране се углавном биљкама из породице Apiaceae.Презимљује у стадијуму лутке. Годишње се излеже две или три генерације. У Србији и региону се среће од априла до краја септембра.

## Станиште и ареал
Широко је распрострањена на простору западног Палеарктика. Зоогеографска припадност: субмедитеранска врста. Насељава ливаде, мочваре, али и паркове и агроекосистеме Африке, Европе и Азије, а има га и у северним деловима Америке. Због релативно малих популација, мужјаци и женке скупљају се за парење у већем броју на сунчаним местима, углавном на ливадама или чистинама на врховима брежуљака.
- присутан

## Угроженост
Ова врста је угрожена због уништавања станишта и употребе пестицида. Статус угрожености према IUCN категоризацији, врста у Европи није угрожена. Према националној категоризацији, врста је угрожена.